# Сорбас
Сорбас (ісп. Sorbas) — муніципалітет в Іспанії, у складі автономної спільноти Андалусія, у провінції Альмерія. Населення — 2905 осіб (2010).
Муніципалітет розташований на відстані близько 390 км на південь від Мадрида, 42 км на північний схід від Альмерії.
На території муніципалітету розташовані такі населені пункти: (дані про населення за 2010 рік)
- Ель-Барранко-де-лос-Лобос: 28 осіб
- Сінта-Бланка: 4 особи
- Ла-Кумбре: 1 особа
- Лос-Аліас: 89 осіб
- Лос-Андресес: 42 особи
- Каріатіс: 63 особи
- Лос-Кастаньйос: 41 особа
- Лос-Маньяс: 63 особи
- Лос-Мартінес: 106 осіб
- Ель-Фонте: 19 осіб
- Ла-Мела: 62 особи
- Ель-Пілар: 3 особи
- Ель-Пунталь: 23 особи
- Лос-Рамос: 17 осіб
- Рінкон-дель-Маркес: 0 осіб
- Лос-Рісас: 3 особи
- Лос-Аламільйос: 34 особи
- Гасія-Альто: 23 особи
- Гасія-Бахо: 29 осіб
- Гафарес: 6 осіб
- Гафарільйос: 55 осіб
- Еррадура: 33 особи
- Лос-Лоберос: 6 осіб
- Ла-Ронденья: 18 осіб
- Ель-Сальто-дель-Лобо: 0 осіб
- Альбаррасін: 8 осіб
- Гаррідо: 3 особи
- Гочар: 27 осіб
- Ель-Майордомо: 15 осіб
- Морас: 56 осіб
- Кіхіліана: 19 осіб
- Ла-Техіка: 41 особа
- Карраско: 0 осіб
- Ла-Еррерія: 42 особи
- Ла-Уельга: 79 осіб
- Марчаліко-Віньїкас: 0 осіб
- Лос-Пералес: 29 осіб
- Сорбас: 1702 особи
- Кампіко: 22 особи
- Уелі: 0 осіб
- Місала: 28 осіб
- Лос-Молінос: 28 осіб
- Пеньяс-Неграс: 15 осіб
- Ель-Тесоро: 0 осіб
- Урра: 7 осіб
- Варгікас: 16 осіб

## Демографія
Динаміка населення (INE ):

## Галерея зображень

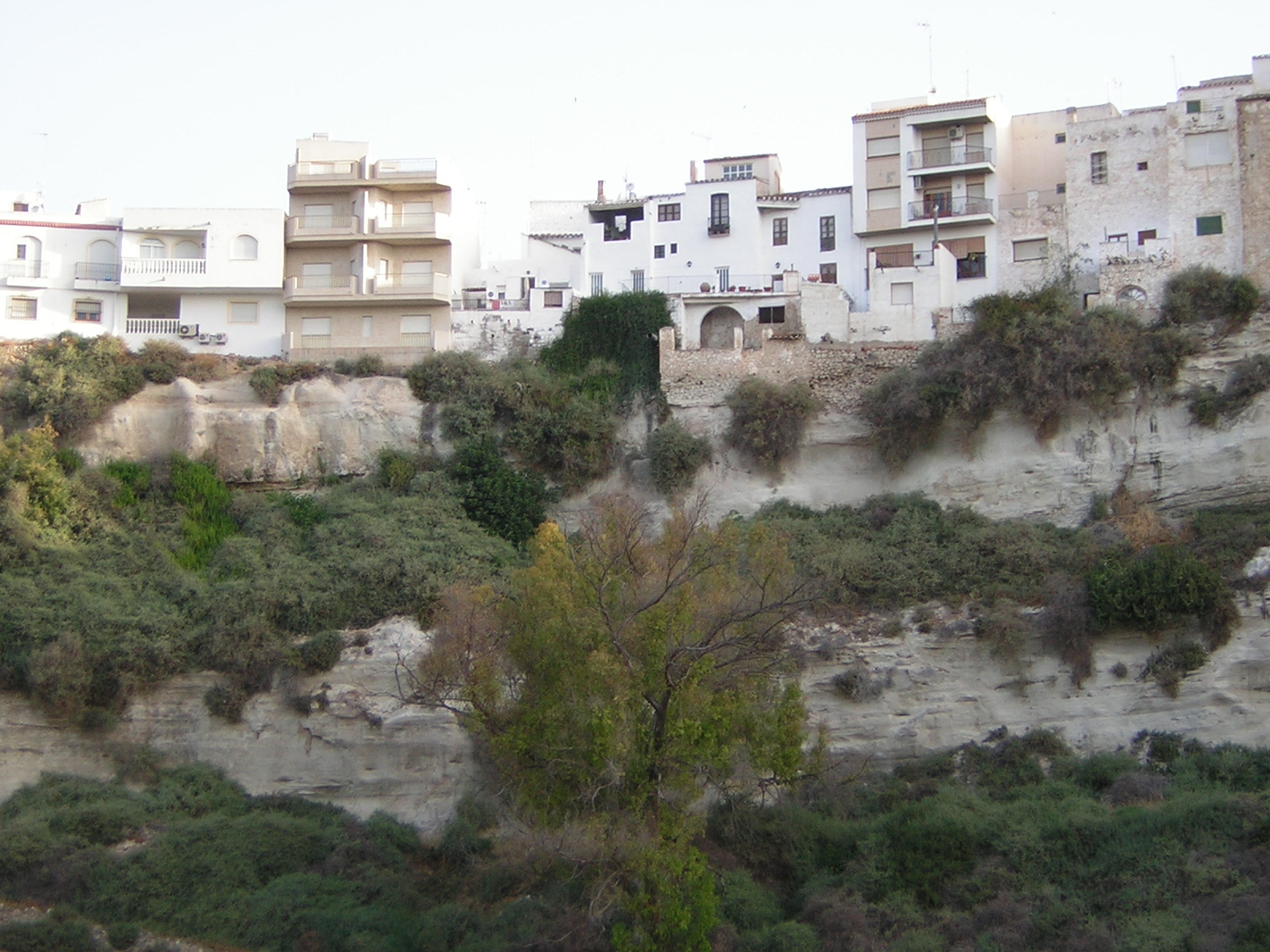
Сорбас